# Harmonia
Harmonia er en gudinde fra den græske mytologi der står for harmoni og fællesskab.
Hun er især kendt som stammoder til kongedynastiet i den thebanske sagnkreds. Hun var barn af guderne Ares og Afrodite og blev givet i ægte til Fønikeren Kadmos der grundlagde Theben. Med ham fik hun børnene Polydoros, Autonoe, Ino, Semele og Agave.
Til Harmonia knytter sig et halssmykke, der skulle vise sig at få fatale følger for alle der kom i besiddelse af det. Da Harmonia blev ægtet til Kadmos fik hun i bryllupsgave et smykke af Smedeguden Hefaistos. Smykket nedarvedes i det Thebanske kongehus og førte til at syv krigere fra Argos angreb byen. 
Et andet sagn fortæller at Harmonia var fra Samothrake og var barn af Zeus og Elektra, Hendes bror Iasion skulle være grundlæggeren af mysteriekulten på øen.
Religionsvidenskabeligt regnes Harmonia tæt på Aphrodite Pandemos, den altsamlende kærlighed, personificeringen af fredelig sameksistens,
svarende til den romerske gudinde Concordia.